# دوري كرة القدم الغربي 1977–78
دوري كرة القدم الغربي 1977–78 (بالإنجليزية: 1977–78 Western Football League)‏ هو موسم من دوري كرة القدم الغربي ‏. فاز فيه Falmouth Town A.F.C. ‏.